# جيم فاولر
جيم فاولر (بالإنجليزية: Jim Fuller)‏ هو مغن مؤلف أمريكي، ولد في 1947، وتوفي في 3 مارس 2017.

## وصلات خارجية
- جيم فاولر على موقع ميوزك برينز (الإنجليزية)
- جيم فاولر على موقع أول ميوزيك (الإنجليزية)
- جيم فاولر على موقع ديسكوغز (الإنجليزية)